# Neuman (groupe)
Pour les articles homonymes, voir Neuman.
Neuman est un groupe espagnol de rock, originaire de Murcie. Le groupe est formé par Paco Román (Francisco Morales Román) en 1998. Leur style musical, caractérisé par son minimalisme, s'inscrit dans le genre shoegazing et post-rock. Les membres du groupe sont : Paco Román en tant que chanteur, guitariste, compositeur et fondateur du groupe, Dani Molina au piano et à la basse, et José Sánchez à la batterie. 

## Histoire
Le nom du groupe provient du nom du chien du chanteur, Paco Román. Son animal de compagnie de 15 ans s'appelait Neuman. Il lui dédie d'ailleurs deux chansons. Dans Plastic Heaven, il y a une dédicace affectueuse, Mi pequeño Nuiman, où il rend un petit hommage à son animal.
Dans les années 1990, Paco Román est le leader d'un groupe de Murcie, La fábrica de la luz, avec les membres de l'actuel groupe murcien Second. Avec ce groupe, il sort deux albums : Sonic Love (Locomotive Records) et La fábrica de la luz (EMI-Odeon). Après la disparition du groupe en 1998, Paco décide de réaliser son propre travail, qu'il baptise Neuman. Il passe quelques années à composer et enregistrer plus de 150 chansons en solo, composées et interprétées par lui-même.
Leur deuxième album, The Family Plot, sort en 2012 et dure plus de 60 minutes. Il développe des genres tels que le rock, le shoegazing et le folk. The Family Plot est le titre du dernier film d'Alfred Hitchcock. Le réalisateur a déclaré qu'il partirait la conscience tranquille si c'était son dernier film. C'est pour cette raison que Paco Román pense qu'il possède une nuance particulière et qu'il a décidé de la capturer dans le titre de son deuxième album. Il s'agit d'ailleurs de l'un des réalisateurs préférés du chanteur. Leur album Bye Fear/Hi Love, sorti en 2013, est enregistré pendant la période de Noël 2012 au Cox Auditorium et c'est donc maintenant que le groupe revient avec un nouvel EP après avoir donné plus de 100 concerts avec leurs deux œuvres précédentes. Ken Stringfellow (The Posies, REM, Big Star) collabore à cette occasion.
Le 15 septembre 2017 voit la sortie du quatrième album du groupe, Crashpad,. Il est enregistré dans les nouveaux studios Crashpad situés dans la maison de Paco Román à Grenade. Il sort sous format CD et en double vinyle 45 tours sous le label Subterfuge. La veille de la sortie de Crashpad, lors d'une émission spéciale sur Radio Nacional de España 3, José Manuel Sebastián, l'équipe et Neuman font un spécial émotionnel aussi publié sur le podcast RTVE. La tournée Crashpad commence et parmi ses premières dates se trouve Madrid avec un concert au Joy Eslava le 5 octobre 2017. Douze jours après la sortie de Crashpad, ce quatrième album de Neuman entre en sixième position dans le classement des ventes en Espagne.

## Discographie
- 2010 : Plastic Heaven
- 2012 : The Family Plot
- 2013 : Bye Fear/Hi Love
- 2014 : IF
- 2017 : Crashpad